# Oyo (zvezna država)
Država Oyo je celinska država v jugozahodni Nigeriji. Njeno glavno mesto je Ibadan, tretje najbolj naseljeno mesto v državi in prej drugo najbolj naseljeno mesto v Afriki.Država Oyo meji na severu na državo Kwara, na vzhodu na državo Osun in na jugozahodu na državo Ogun in Republiko Benin. Zvezna država Oyo je leta 2016 s predvidenim številom prebivalcev 7.840.864 prebivalcev peta najbolj naseljena v Nigeriji.
Velika večina prebivalcev zvezne države Oyo je Jorubcev in jorubski jezik ostaja prevladujoč. Današnja država Oyo z vzdevkom "Pace Setter State" leži na ozemlju, ki so mu prej vladala različna kraljestva in imperiji.[potreben citat]
Imperij Oyo je bil močan jorubski imperij, ki je vladal na večjem delu območja od l. 1300 do 1896.Sodobno mesto Oyo, zgrajeno v 1830-ih, velja za ostanek imperialne dobe in se imenuje "Novi Ọyọ" (Ọ̀yọ́ Àtìbà), da se razlikuje od nekdanje prestolnice na severu, "Stari Oyo" (Ọ̀yọ́-Ilé). . Alaafin iz Oyo še naprej opravlja ceremonialno vlogo v mestu.
Država Oyo je znana po tem, da je bila tam prva univerza v Nigeriji,  Univerza v Ibadanu, ustanovljena leta 1948. Državno gospodarstvo ostaja večinoma agrarno, mesto Shaki na zahodu države pa je opisano kot žitnica države. kasava, kakav in tobak so med najpomembnejšimi pridelki za gospodarstvo države Oyo.
Država Oyo pokriva površino približno 28.454 kvadratnih kilometrov in je po velikosti uvrščena na 14. mesto.[16] Pokrajino sestavljajo stare trde kamnine in kupolasti griči, ki se rahlo dvigajo s približno 500 metrov na južnem delu in dosežejo višino okoli 1200 metrov nad morsko gladino na severnem delu.[17] Nekatere glavne reke, kot so Ogun, Oba, Oyan, Otin, Ofiki, Sasa, Oni, Erinle in Osun izvirajo v tem visokogorju.[16]
Država Oyo vsebuje številne naravne značilnosti, vključno z narodnim parkom Old Oyo. Na tej lokaciji je bil prejšnji habitat za ogroženega afriškega divjega psa Lycaon pictus [18], vendar se domneva, da je bil ta kanid trenutno lokalno iztrebljen.[potreben citat].

Podnebje je ekvatorialno, predvsem s suhimi in mokrimi sezonami z relativno visoko vlažnostjo. Suha sezona traja od novembra do marca, medtem ko se mokra sezona začne aprila in konča oktobra. Povprečna dnevna temperatura se giblje med 25 °C (77,0 °F) in 35 °C (95,0 °F), skoraj vse leto.[19]